# Делаборд, Анри
Анри́ Делабо́рд (фр. Henri Delaborde; 2 мая 1811 года, Ренн — 24 мая 1899 года, Париж) — французский художник и писатель по части изящных искусств (искусствовед); виконт, затем граф. Сын наполеоновского генерала, графа Делаборда (1764—1833).

## Биография
Родился в Ренне в 1811 году; изучив живопись под руководством П. Делароша, составил себе уважаемое имя — картинами на религиозные и исторические сюжеты, задуманными и исполненными в духе его наставника.
Еще большую известность он приобрел своими художественно-историческими и критическими литературными трудами, появившимися в периодических изданиях (преимущественно в «Revue de deux Mondes» и в «Gazette des beaux arts») и отдельными книгами.
Получив в 1855 году место помощника консерватора коллекции эстампов в Луврском музее, стал главным консерватором этой коллекции, а затем почётным её хранителем и занимал пост непременного секретаря парижской Академии художеств.

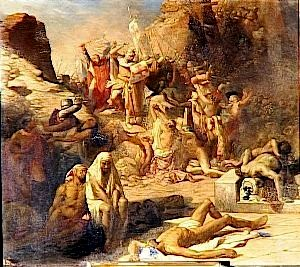
Взятие Думьята в 1219 году (1841)

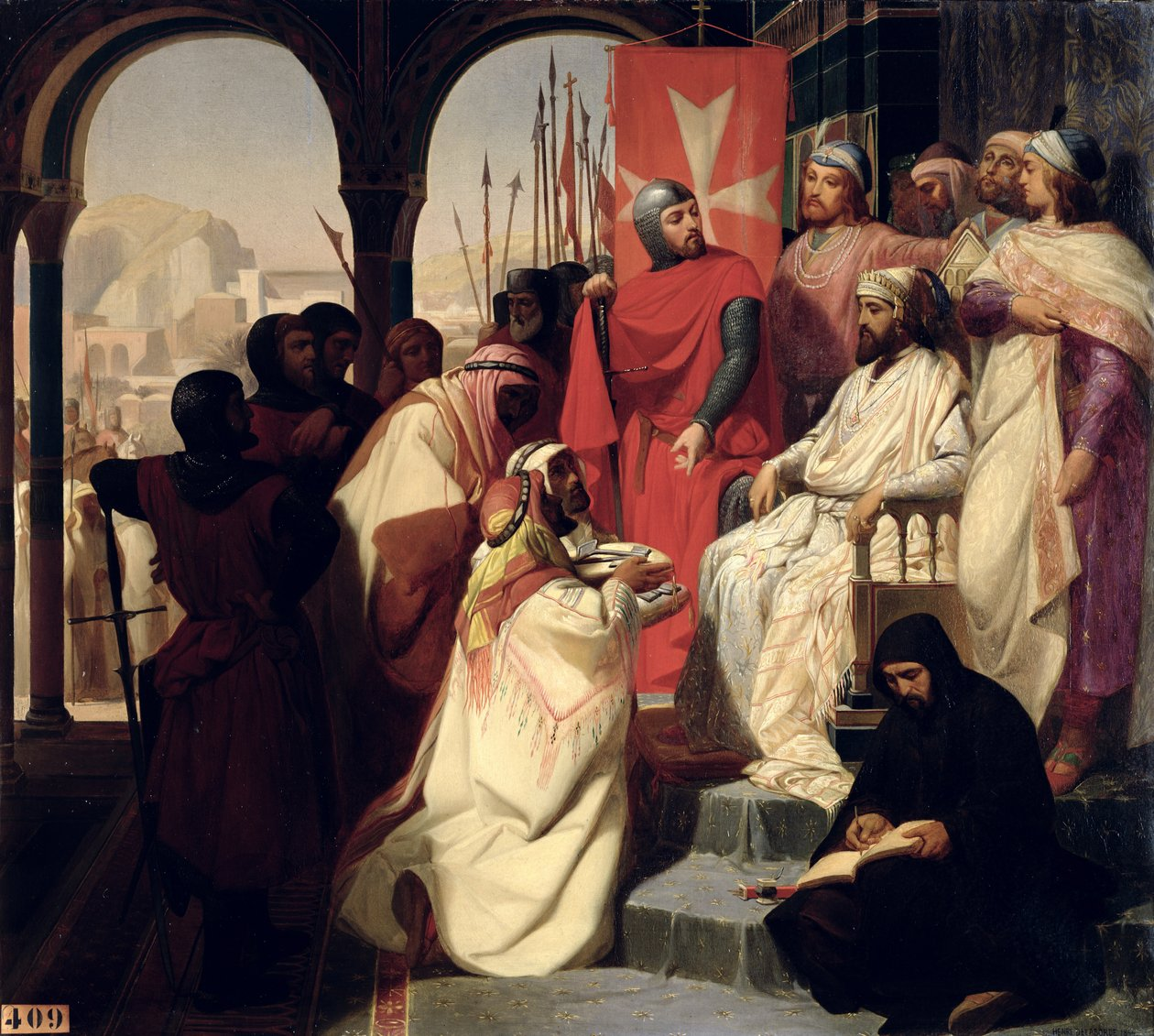
Рыцари ордена Св. Иоанна, восстанавливающие христианство в Армении в 1347 году (1844)

## Творчество
Картины
- «Агарь в пустыне» (1836, в Дижонском музее),
- «Исповедь Св. Августина» (1837),
- «Смерть св. Моники»,
- «Беато-Анджелико в монастыре св. Марка, во Флоренции»,
- «Данте в ла-Верне»,
- «Взятие Думьята (Дамьетты)» (1841),
- «Рыцари ордена св. Иоанна» (1844).

Литературные труды
- «Mélanges sur l’art contemporain» (1866),
- «Études sur les beaux arts en France et en Italie» (1864, 2 т.),
- «Ingres, sa vie et sa doctrine» (1870),
- «Des œuvres et de la manière de Masaccio» (1876),
- «La Gravure, précis élémentaire de ses origines etc.» (1882),
- «La Gravure en Italie avant M. A. Raimondi» (1883),
- «Gerard Edelink» (1866, в серии книжек: «Les Artistes célèbres») ,
- «Marc-Antoine Raimondi» (1887).

Перу Делаборда принадлежат многие статьи в «Histoire des peintres de toutes les écoles», изд. Ш. Бланом.